# Anna May Wong
Anna May Wong tên thật là Wong Liu Tsong (Hoàng Liễu Sương) sinh ngày 3 tháng 1 năm 1905 tại khu phố người Hoa ở thành phố Los Angeles, Hoa Kỳ. Bà là con gái của một chủ tiệm giặt là có tên Sam Sam Kee, thuộc thế hệ người Trung Quốc thứ 3 trên đất Mỹ. Anna May Wong chính là nữ diễn viên gốc Hoa đầu tiên được vinh danh tại bầu trời điện ảnh của Hollywood cũng như nữ diễn viên người Mỹ gốc Hoa đầu tiên được quốc tế công nhận  Xuất thân từ Đài Sơn, Quảng Đông nên gia đình của Wong đã dạy cho con cái họ cả tiếng Anh và tiếng Quảng Đông. Khi không ở trường hay trong tiệm giặt ủi Sam Sam Kee, Wong bắt đầu dành thời gian quanh quẩn ở các xưởng phim và hỏi han các đạo diễn. Đến năm 11 tuổi, bà đã chọn nghệ danh của mình Anna May Wong, duyên nợ với điện ảnh đã giúp bà có trong tay hơn 60 bộ phim và vở kịch trong suốt cuộc đời.
Trong thời đại phim câm, cô diễn xuất trong  The Toll of the Sea (1922), một trong những bộ phim màu đầu tiên, và trong phim của Douglas Fairbanks: Kẻ trộm của Bagdad (1924). Wong trở thành một biểu tượng thời trang và đạt được danh hiệu quốc tế vào năm 1924. Thất vọng vì những vai phụ rập khuôn mà cô miễn cưỡng đóng trong Hollywood, Wong rời châu Âu vào cuối những năm 1920, nơi cô đóng vai chính trong một số vở kịch đáng chú ý và phim, trong số đó  Piccadilly (1929). Cô đã dành nửa đầu những năm 1930 đi du lịch giữa Hoa Kỳ và Châu Âu cho công việc điện ảnh và sân khấu. Wong được đặc trưng trong các bộ phim của thời kỳ đầu âm thanh, như  Con gái của rồng  (1931) và  Con gái Thượng Hải  (1937) và với Marlene Dietrich trong Josef von Sternberg  Shanghai Express (1932).
Năm 1935, Wong bị thất vọng nặng nề nhất trong sự nghiệp, khi Metro-Goldwyn-Mayer từ chối xem xét cô cho vai chính của nhân vật Trung Quốc O-Lan trong phiên bản phim của Pearl S. Buck: Trái đất tốt , thay vào đó, chọn nữ diễn viên da trắng Luise Rainer để đóng vai chính. Wong đã dành năm đó tới du lịch Trung Quốc, thăm làng tổ tiên của gia đình cô và nghiên cứu văn hóa Trung Quốc. Vào cuối những năm 1930, cô đóng vai chính trong một số phim B cho Paramount Pictures, miêu tả người Trung Quốc và người Mỹ gốc Hoa dưới một góc độ tích cực. Cô ít chú ý đến sự nghiệp điện ảnh của mình trong Thế chiến II, khi cô dành thời gian và tiền bạc của mình để giúp Trung Quốc chống lại Nhật Bản. Wong trở lại với công chúng trong những năm 1950 trong một số lần xuất hiện trên truyền hình.
Năm 1951, Wong trở thành người dẫn đầu truyền hình người Mỹ gốc Á đầu tiên ở Mỹ trong chương trình truyền hình "The Gallery of Madame Liu-Tsong". Cô đã lên kế hoạch trở lại đóng phim trong  Flower Drum Song , song Anna May Wong đã qua đời ngày 3.2.1961 vì một cơn đau tim ở tuổi 56. Wong vẫn luôn được tưởng nhớ như là người tiên phong ở Hollywood và là biểu tượng thời trang từng được bầu chọn là người phụ nữ mặc đẹp nhất thế giới. Bà cũng được gắn một ngôi sao trên Đại lộ Danh vọng Hollywood năm 1960. Cuộc đời và sự nghiệp của cô đã được đánh giá lại trong những năm khoảng một trăm năm ngày sinh của cô, trong ba tác phẩm văn học lớn và phim hồi ký.

## Sự nghiệp
Sau khi ứng tuyển một vai phụ năm 1919, Wong được nhận vai chính trong "The Toll of the Sea".
Với vai diễn trong bộ phim câm 'The Toll of the Sea', Wong đã trở nên nổi tiếng nhưng do những phân biệt, kì thị về sắc tộc thời bấy giờ mà Wong vẫn chưa được giới làm phim công nhận rộng rãi. Cô cũng chỉ có thể được mời vào những vai phụ, vai có thân phận thấp kém hoặc thậm chí vô tri giác như những hình nộm, những nhân vật không mấy thiện cảm, không cảm xúc...
Năm 19 tuổi, Anna ghi dấu ấn đối với khán giả bằng lối diễn giàu cảm xúc qua vai nô lệ người Mông Cổ trong phim 'The Thief of Bagdad' (1924). Cùng năm đó, bà cũng đạt được thành công với vai người Eskimo trong 'The Alaskan' và Tiger Lily trong 'Peter Pan'.
Tuy nhiên, vào cuối những năm 20, Wong chuyển đến Châu Âu để theo đuổi sự nghiệp diễn xuất. Bà tiếp tục xuất hiện trong bộ phim câm Anh-Đức "Schmutziges Geld" năm 1928, bộ phim câm "Picadilly" của Anh năm 1929 và nhiều vai diễn khác. Bộ phim truyền hình Anh năm 1930 "The Flame of Love" (Tạm dịch: Ngọn lửa tình yêu) đã đánh dấu bộ phim nói đầu tiên của bà.
Đến thập niên 30, Anna May Wong được hứa hẹn thêm nhiều vai diễn hàng đầu ở Mỹ khi trở về; với sự ca ngợi của báo chí châu Âu cũng như những thành tựu mà Anna đạt được tại đây nên các nhà làm phim Hollywood bắt đầu nhìn nhận tài năng điện ảnh này. Bằng chứng là hãng Paramount Picture đã đề nghị bà kí hợp đồng với nhiều vai chính hứa hẹn. Năm 1930, Wong đánh dấu sự trở lại đất Mỹ bằng vở diễn 'On the spot' gây tiếng vang lớn ở Broadway. Năm 1932, bà đóng vai chính cùng Marlene Dietrich trong "Shanghai Express" (Tạm dịch: Tốc hành Thượng Hải). Các vai diễn khác của bà trong thập kỷ này trong các phim: "Dangerous to Know", "A Study in Scarlet", "Daughter of the Dragon and King of Chinatown" (Tạm dịch: Con gái của Rồng và vua của khu phố Tàu).
Năm 1951, Wong trở thành người dẫn đầu truyền hình người Mỹ gốc Á đầu tiên ở Mỹ trong chương trình truyền hình "The Gallery of Madame Liu-Tsong".
Sau đó, Anna Wong tập trung vào việc kinh doanh nhưng tình yêu với điện ảnh vẫn luôn cháy bỏng. Năm 1960, Wong tự mình sản xuất hai bộ phim có tên 'Flower Drum Song' và 'The World of Suzie Wong'. Tuy nhiên, đáng tiếc là Anna May Wong đã vĩnh viễn lỗi hẹn với những người mến mộ. Trước khi hai tác phẩm điện ảnh kịp ra mắt công chúng, sau một cơn đau tim đột ngột, Anna May Wong đã qua đời năm 1961 khi những ấp ủ về dự án phim vẫn còn dang dở.
Trong suốt nghiệp diễn, Anna đã góp mặt trong hơn 60 bộ phim và vở kịch. Mặc dù bà không giành được giải thưởng điện ảnh nào nhưng người ta vẫn phải dành cho Anna May Wong một ngôi sao trên Đại lộ Danh vọng vì cống hiến của bà.